# Adam Hochschild
Adam Hochschild (New York, 5 ottobre 1942) è uno scrittore, giornalista e storico statunitense. È stato autore di numerose opere letterarie a carattere storico. È uno dei fondatori del periodico statunitense Mother Jones.

## Biografia
Ha studiato presso l'Università di Harvard dove si è laureato in storia e letteratura nel 1963.
Mentre era in Sud Africa è divenuto sensibile al tema delle ingiustizie del razzismo e si è impegnato in politica. Si è unito al movimento per i diritti civili negli Stati Uniti ed ha manifestato contro la guerra del Vietnam. Ha iniziato a lavorare come giornalista per Ramparts.  Più tardi, ha fondato Mother Jones con due soci.
Nel 1990 ha vissuto 6 mesi in India.
Ha scritto The Mirror at Midnight: A South African Journey (1990) e The Unquiet Ghost: Russians Remembering Stalin (1994), Finding the Trapdoor: Essays, Portraits, Travels (1997) e The Phantoms of King Leopold (1998) sulla colonizzazione dello Stato Libero del Congo da parte di Leopoldo II del Belgio.  A questo proposito, ha reso omaggio all'opera di Jules Marchal, storico belga la cui ricerca gli ha fornito un supporto fondamentale: «C'è soprattutto, per me, lo storico Jules Marchal che per oltre 25 anni ha investigato scrupolosamente questi aspetti del passato coloniale che molti dei suoi compatrioti preferiscono ignorare.  Il suo lavoro è un modello per tutti noi».
Il suo libro Bury the Chains: Prophets and Rebels in the Fight to Free an Empire's Slaves è stato pubblicato nel 2005; To End All Wars: A Story of Loyalty and Rebellion, 1914-1918 è stato pubblicato nel 2011; mentre Spain in Our Hearts: Americans in the Spanish Civil War, 1916-1939 nel 2016. I suoi libri sono tradotti in 14 lingue.
Hochschild ha anche scritto per varie testate giornalistiche come The New Yorker, Harper's Magazine, The New York Review of Books, The New York Times Magazine e The Nation.  È stato anche commentatore di All Things Considered della National Public Radio.
Hochschild vive a Berkeley e insegna scrittura presso la Graduate School of Journalism dell'Università della California a Berkeley.

## Opere
- Half the Way Home: A Memoir of Father and Son, Boston, Houghton Mifflin, 1986-2005, ISBN 978-0-618-43920-1.
- The Mirror at Midnight: A South African Journey, 1990-2007, ISBN 978-0-618-75825-8.
- The Unquiet Ghost: Russians Remember Stalin, 1994-2003, ISBN 978-0-618-25747-8.
- Finding the Trapdoor: Essays, Portraits, Travels, 1997, ISBN 0-8156-0594-3.
- Gli spettri del Congo. Re Leopoldo II del Belgio e l'olocausto dimenticato (King Leopold's Ghost: A Story of Greed, Terror and Heroism in Colonial Africa, 1998-2020), traduzione di Roberta Zuppet, Collana Saggi stranieri, Milano, Rizzoli, 2001, ISBN 978-88-178-6755-9. - Collana Saggi, Milano, Garzanti, 2022, ISBN 978-88-110-0473-8.
- Seppellire le catene. Profeti e ribelli nella lotta per liberare gli schiavi di un impero (Bury the Chains: Prophets and Rebels in the Fight to Free an Empire's Slaves, 2005), traduzione di Lucia Spinelli, Collana La rosa dei venti, Milano, Edizioni Ariele, 2018, ISBN 978-88-974-7641-2.
- To End All Wars: A Story of Loyalty and Rebellion, 1914–1918, 2011, ISBN 978-0-547-75031-6.
- Spain in Our Hearts: Americans in the Spanish Civil War, 1936–1939, 2016, ISBN 978-0-547-97318-0.
- Lessons from a Dark Time and Other Essays, 2018, ISBN 978-0-520-29724-1.
- Rebel Cinderella: From Rags to Riches to Radical, the Epic Journey of Rose Pastor Stokes, 2020, ISBN 978-1-328-86674-5.
- American Midnight: The Great War, a Violent Peace, and Democracy's Forgotten Crisis, 2023, ISBN 9780063278523

## Premi e riconoscimenti
- Duff Cooper Prize: 1999 vincitore con Gli spettri del Congo[2]
- National Book Award per la saggistica: 2005 finalista con Bury the Chains: Prophets and Rebels in the Fight to Free an Empire's Slaves[3]
- Dayton Literary Peace Prize: 2012 vincitore nella categoria "altro genere" con To End All Wars: A Story of Loyalty and Rebellion, 1914–1918[4]